# Leptataspis costalis
Leptataspis costalis är en insektsart som beskrevs av Schmidt 1911. Leptataspis costalis ingår i släktet Leptataspis och familjen spottstritar. Inga underarter finns listade i Catalogue of Life.